# Nytorv

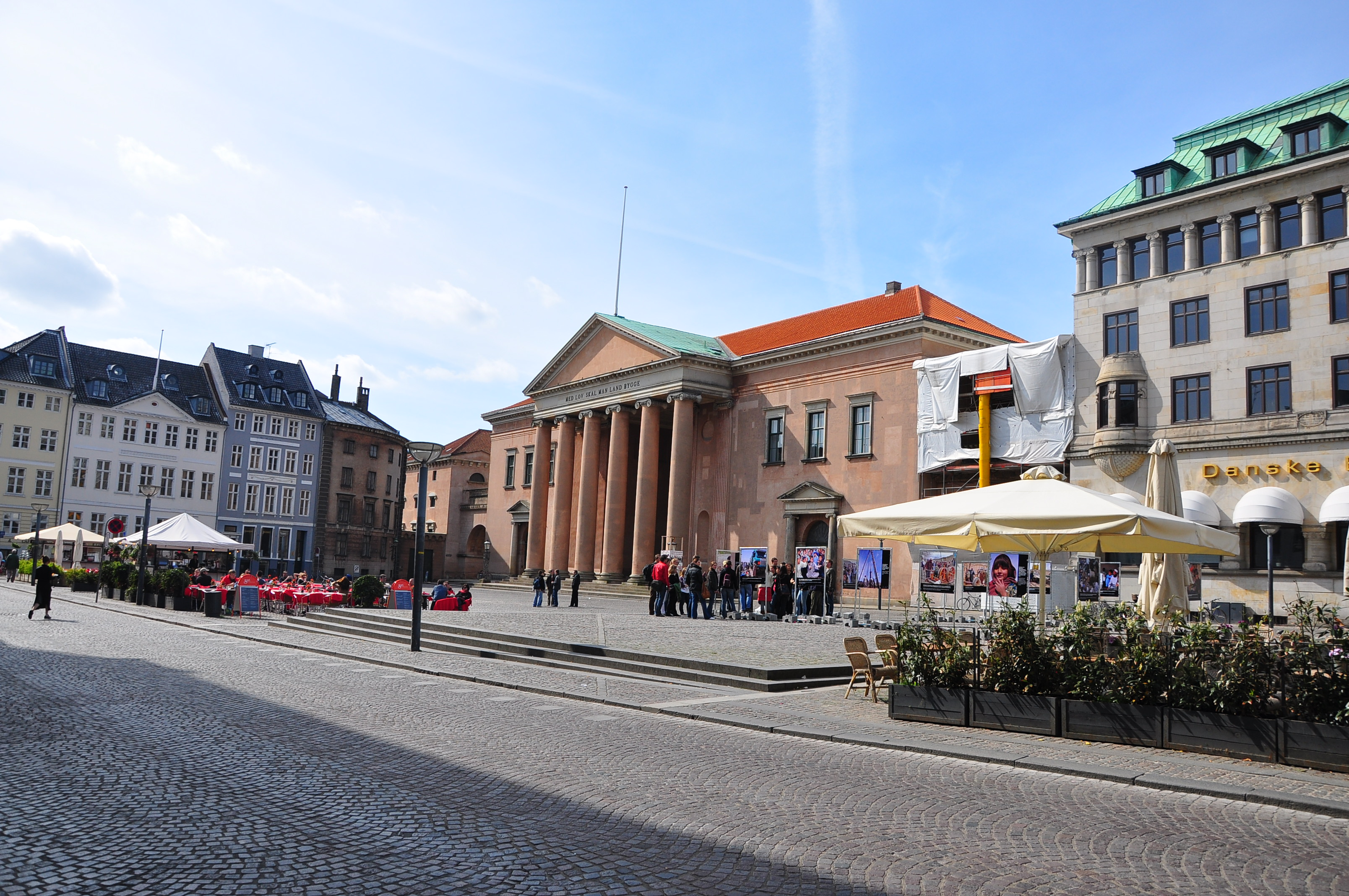
Nytorv em Copenhagen, Dinamarca

Nytorv (Praça Nova) é uma praça adjacente ao Gammeltorv no meio da ciclovia Strøget, no centro de Copenhaga. Até 1905, a Prefeitura de Copenhaga foi transferida para a Nytorv.